# رومئو و ژولیت (فیلم ۱۹۵۳)
«رومئو و ژولیت» (انگلیسی: Romeo and Juliet) یک فیلم سیاه و سفید محصول آرژانتین به کارگردانی انریکه کارراس است که در سال ۱۹۵۳ منتشر شد.